# Pensiero di Gramsci
Il pensiero di Antonio Gramsci, caratterizzato da grande originalità e autonomia anche nell'affrontare testi marxisti, ruota attorno ad alcuni nuclei tematici. Si tratta di un'elaborazione che si è evoluta nel tempo, frutto dell'esperienza giovanile ma soprattutto delle letture e delle teorizzazioni che ebbero luogo durante gli anni della sua carcerazione nelle prigioni fasciste e che diedero come risultato la redazione degli scritti raccolti sotto il nome di Quaderni del carcere.

## L'egemonia
Conquistare la maggioranza politica di un Paese vuol dire che le forze sociali, che di tale maggioranza sono espressione, dirigono la politica di quel determinato paese e dominano le forze sociali che a tale politica si oppongono: significa ottenere l'egemonia.
Vi è distinzione fra direzione – egemonia intellettuale e morale – e dominio – esercizio della forza repressiva: «Un gruppo sociale è dominante dei gruppi avversari che tende a liquidare o a sottomettere anche con la forza armata, ed è dirigente dei gruppi affini e alleati. Un gruppo sociale può e anzi deve essere dirigente già prima di conquistare il potere governativo (è questa una delle condizioni principali per la stessa conquista del potere); dopo, quando esercita il potere ed anche se lo tiene fortemente in pugno, diventa dominante ma deve continuare ad essere anche dirigente».
La crisi dell'egemonia si manifesta quando, anche mantenendo il proprio dominio, le classi sociali politicamente dominanti non riescono più a essere dirigenti di tutte le classi sociali, non riuscendo più a risolvere i problemi di tutta la collettività e a imporre la propria concezione del mondo. A quel punto, la classe sociale subalterna, se riesce a indicare concrete soluzioni ai problemi lasciati irrisolti dalla classe dominante, può diventare dirigente e, allargando la propria concezione del mondo anche ad altri strati sociali, può creare un nuovo «blocco sociale», cioè una nuova alleanza di forze sociali, divenendo egemone. Il cambiamento dell'esercizio dell'egemonia è un momento rivoluzionario che inizialmente avviene a livello della sovrastruttura – in senso marxiano, ossia politico, culturale, ideale, morale –, ma poi trapassa nella società nel suo complesso investendo anche la struttura economica, e dunque tutto il «blocco storico», termine che in Gramsci indica l'insieme della struttura e della sovrastruttura, ossia i rapporti sociali di produzione e i loro riflessi ideologici.

### L'egemonia nella storia italiana
Analizzando la storia italiana e il Risorgimento in particolare, Gramsci rileva che la classe popolare non trovò un proprio spazio politico e una propria identità, poiché la politica dei liberali di Cavour concepì «l'unità nazionale come allargamento dello Stato sabaudo e del patrimonio della dinastia, non come movimento nazionale dal basso, ma come conquista regia». Gramsci ritiene che l'azione della borghesia avrebbe potuto assumere un carattere rivoluzionario se avesse acquisito l'appoggio di vaste masse popolari, in particolare dei contadini, che costituivano la maggioranza della popolazione. Il limite della rivoluzione borghese in Italia consistette nel non essere capeggiata da un partito giacobino, come in Francia, dove le campagne, appoggiando la Rivoluzione, furono decisive per la sconfitta delle forze della reazione aristocratica.

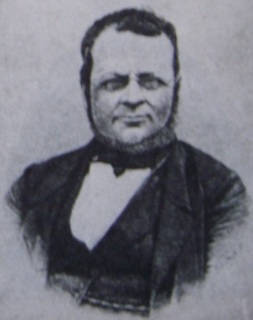
Cavour

Il partito politico italiano allora più avanzato fu il Partito d'Azione di Mazzini e Garibaldi, che non seppe impostare il problema dell'alleanza delle forze borghesi progressive con la classe contadina: Garibaldi in Sicilia distribuì le terre demaniali ai contadini, ma gli stessi garibaldini repressero le rivolte contadine contro i baroni latifondisti. Per conquistare l'egemonia contro i moderati guidati da Cavour, il Partito d'Azione avrebbe dovuto «legarsi alle masse rurali, specialmente meridionali, essere giacobino [...] specialmente per il contenuto economico-sociale: il collegamento delle diverse classi rurali che si realizzava in un blocco reazionario attraverso i diversi ceti intellettuali legittimisti-clericali poteva essere dissolto per addivenire ad una nuova formazione liberale-nazionale solo se si faceva forza in due direzioni: sui contadini di base, accettandone le rivendicazioni di base [...] e sugli intellettuali degli strati medi e inferiori».
Al contrario, i cavourriani seppero mettersi alla testa della rivoluzione borghese, assorbendo tanto i radicali che una parte dei loro stessi avversari. Questo avvenne perché i moderati cavourriani ebbero un rapporto organico con i loro intellettuali che erano proprietari terrieri e dirigenti industriali come i politici che essi rappresentavano. Le masse popolari restarono passive nel raggiunto compromesso fra i capitalisti del Nord e i latifondisti del Sud.
Il Piemonte assunse la funzione di classe dirigente, anche se esistevano altri nuclei di classe dirigente favorevoli all'unificazione: ma «questi nuclei non volevano dirigere nessuno, cioè non volevano accordare i loro interessi e aspirazioni con gli interessi e aspirazioni di altri gruppi. Volevano dominare, non dirigere e ancora: volevano che dominassero i loro interessi, non le loro persone, cioè volevano che una forza nuova, indipendente da ogni compromesso e condizione, divenisse arbitra della Nazione: questa forza fu il Piemonte», che ebbe una funzione paragonabile a quella di un partito.
«Questo fatto è della massima importanza per il concetto di rivoluzione passiva, che cioè non un gruppo sociale sia il dirigente di altri gruppi, ma che uno Stato, sia pure limitato come potenza, sia il dirigente del gruppo che di esso dovrebbe essere dirigente e possa porre a disposizione di questo un esercito e una forza politica-diplomatica». Che uno Stato si sostituisca ai gruppi sociali locali nel dirigere la lotta di rinnovamento «è uno dei casi in cui si ha la funzione di dominio e non di dirigenza di questi gruppi: dittatura senza egemonia». E dunque per Gramsci il concetto di egemonia si distingue da quello di dittatura: questa è solo dominio, quella è capacità di direzione.

### Le classi subalterne

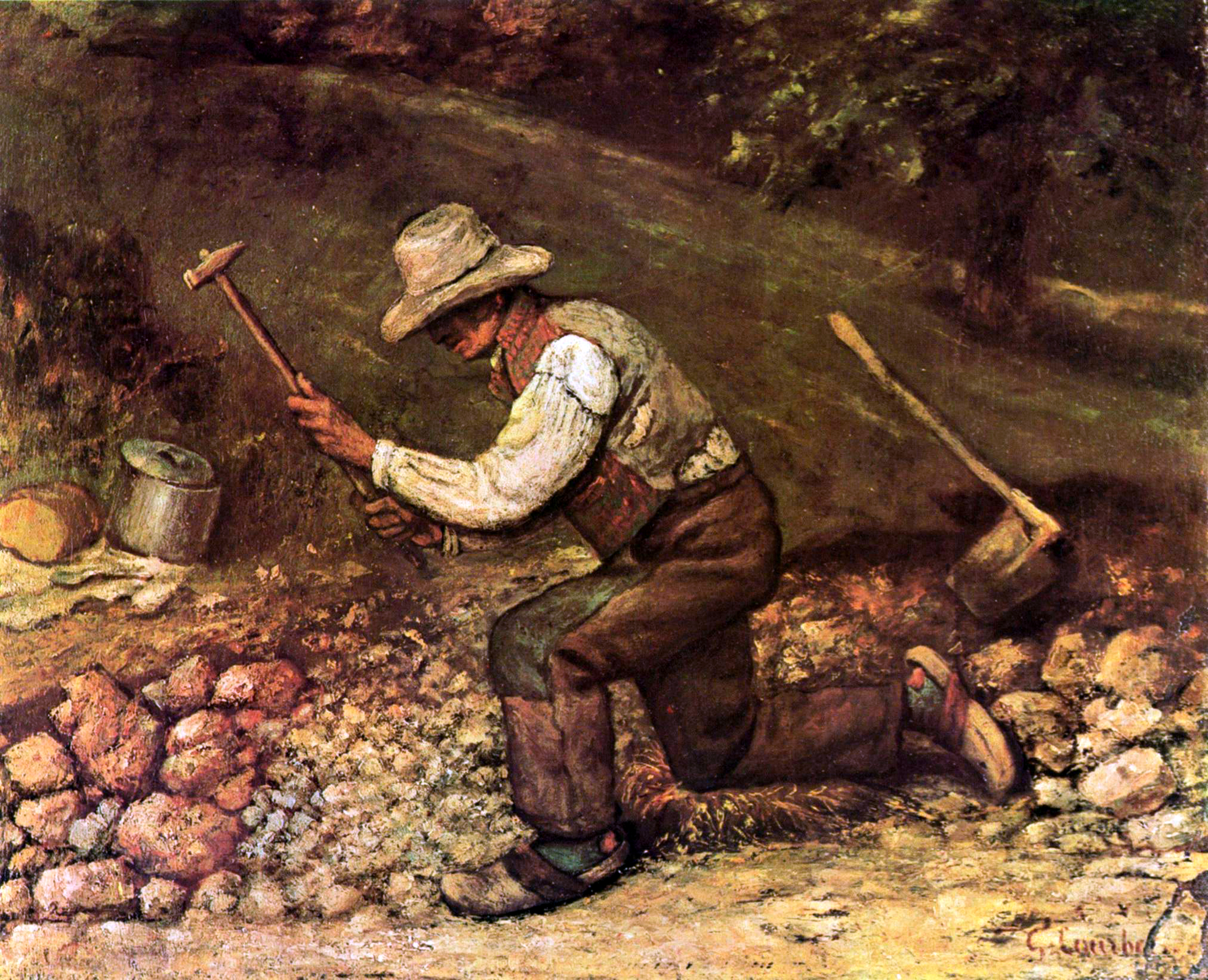
Gustave Courbet, Lo spaccapietre

Le classi subalterne - sottoproletariato, proletariato urbano, rurale e anche parte della piccola borghesia - non sono unificate e la loro unificazione avviene solo quando giungono a dirigere lo Stato, altrimenti svolgono una funzione discontinua e disgregata nella storia della società civile dei singoli Stati, subendo l'iniziativa dei gruppi dominanti anche quando a essi si ribellano.
Il "blocco sociale", l'alleanza politica di classi sociali diverse, formato, in Italia, da industriali, proprietari terrieri, classi medie, parte della piccola borghesia, non è omogeneo, essendo attraversato da interessi divergenti, ma una politica opportuna, una cultura e un'ideologia o un sistema di ideologie impediscono che quei contrasti di interessi, permanenti anche quando siano latenti, esplodano provocando la crisi dell'ideologia dominante e la conseguente crisi politica dell'intero sistema di potere.
In Italia, l'esercizio dell'egemonia delle classi dominanti è ed è stata parziale: tra le forze che contribuiscono alla conservazione di tale blocco sociale è la Chiesa cattolica, che si batte per mantenere l'unione dottrinale tra fedeli colti e incolti, tra intellettuali e semplici, tra dominanti e dominati, in modo da evitare fratture irrimediabili che tuttavia esistono e che essa non è in realtà in grado di sanare, ma solo di controllare: «la Chiesa romana è sempre stata la più tenace nella lotta per impedire che ufficialmente si formino due religioni, quella degli intellettuali e quella delle anime semplici », una lotta che ha fatto risaltare «la capacità organizzatrice nella sfera della cultura del clero» che ha dato «certe soddisfazioni alle esigenze della scienza e della filosofia, ma con un ritmo così lento e metodico che le mutazioni non sono percepite dalla massa dei semplici, sebbene esse appaiano "rivoluzionarie" e demagogiche agli "integralisti"».
Anche la dominante cultura d'impronta idealistica, esercitata dalle scuole filosofiche crociane e gentiliane, non ha «saputo creare una unità ideologica tra il basso e l'alto, tra i semplici e gli intellettuali», tanto che essa, anche se ha sempre considerato la religione una mitologia, non ha nemmeno «tentato di costruire una concezione che potesse sostituire la religione nell'educazione infantile», e questi pedagogisti, pur essendo non religiosi, non confessionali e atei, «concedono l'insegnamento della religione perché la religione è la filosofia dell'infanzia dell'umanità, che si rinnova in ogni infanzia non metaforica». La cultura laica dominante utilizza la religione proprio perché non si pone il problema di elevare le classi popolari al livello di quelle dominanti ma, al contrario, intende mantenerle in una posizione di subalternità.
Le classi dominanti hanno derubricato a folklore la cultura delle classi subalterne. Gramsci annota l'8 febbraio 1929, nel I Quaderno, che il folklore «non deve essere concepito come una bizzarria, una stranezza, una cosa ridicola, una cosa tutt'al più pittoresca; ma deve essere concepito come una cosa molto seria e da prendere sul serio», e va studiato in quanto «concezione del mondo e della vita [...] di certi strati della società [...] determinati nel tempo e nello spazio», cioè del popolo inteso come «l'insieme delle classi strumentali e subalterne di ogni forma di società finora esistita». È dunque necessario «mutare lo spirito delle ricerche folkloriche, oltre che approfondirle ed estenderle».

## La coscienza di classe

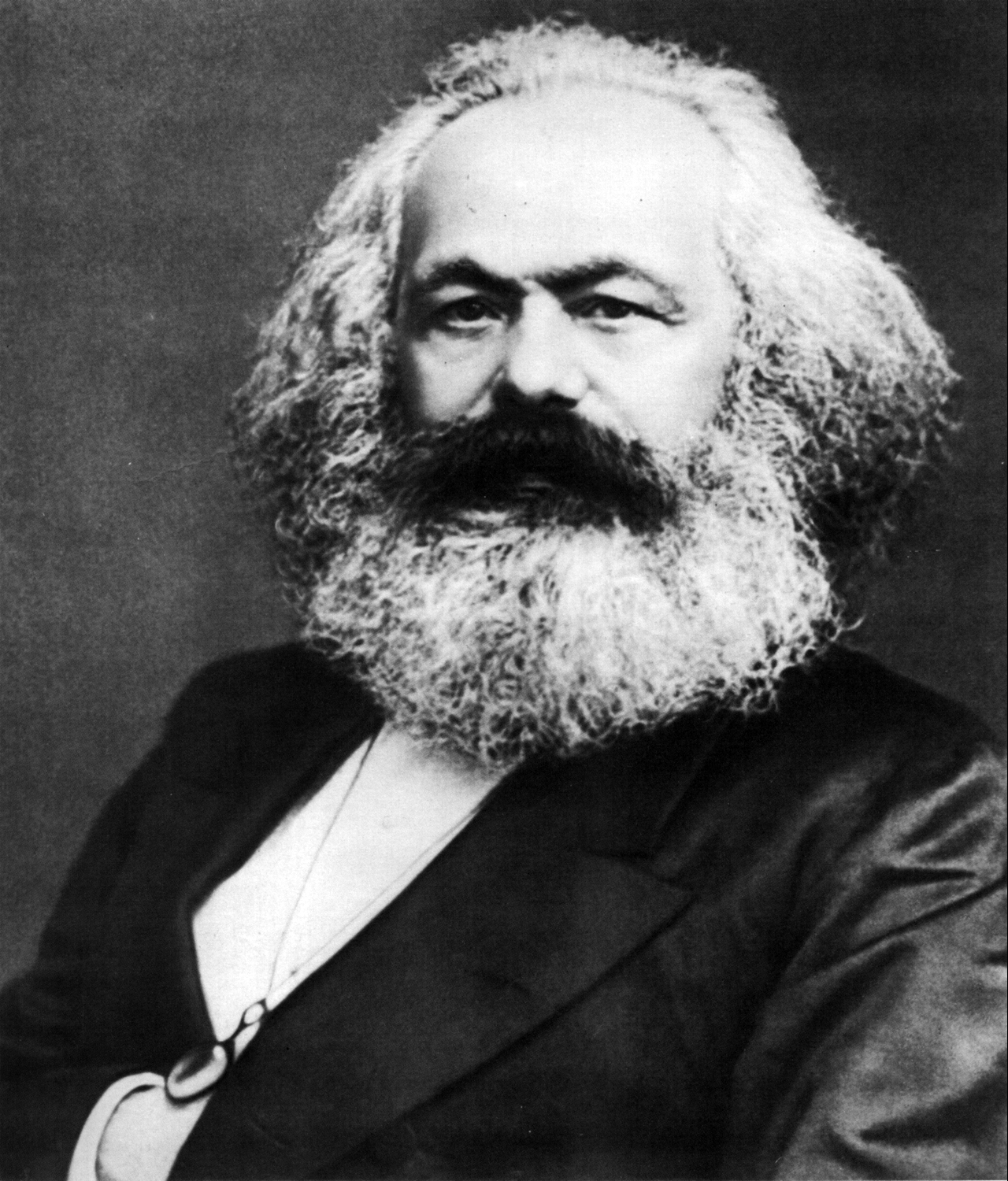
Karl Marx

La frattura tra gli intellettuali e i semplici può essere sanata da quella politica che «non tende a mantenere i semplici nella loro filosofia primitiva del senso comune, ma invece a condurli a una concezione superiore della vita». L'azione politica realizzata dalla «filosofia della prassi» - così Gramsci chiama il marxismo, non solo per l'esigenza di celare quanto scrive alla repressiva censura carceraria - opponendosi alle culture dominanti della Chiesa e dell'idealismo, può condurre i subalterni a una «superiore concezione della vita. Se afferma l'esigenza del contatto tra intellettuali e semplici non è per limitare l'attività scientifica e per mantenere una unità al basso livello delle masse, ma appunto per costruire un blocco intellettuale-morale che renda politicamente possibile un progresso intellettuale di massa e non solo di scarsi gruppi intellettuali». La via che conduce all'egemonia del proletariato passa dunque per una riforma culturale e morale della società.
Tuttavia l'uomo attivo di massa - cioè la classe operaia, - non è, in generale, consapevole né della funzione che può svolgere né della sua condizione reale di subordinazione, Il proletariato, scrive Gramsci, «non ha una chiara coscienza teorica di questo suo operare che pure è un conoscere il mondo in quanto lo trasforma. La sua coscienza teorica anzi può essere in contrasto col suo operare»; esso opera praticamente e nello stesso tempo ha una coscienza teorica ereditata dal passato, accolta per lo più in modo acritico. La reale comprensione critica di sé avviene «attraverso una lotta di egemonie politiche, di direzioni contrastanti, prima nel campo dell'etica, poi della politica per giungere a una elaborazione superiore della propria concezione del reale». La coscienza politica, cioè l'essere parte di una determinata forza egemonica, «è la prima fase per una ulteriore e progressiva autocoscienza dove teoria e pratica finalmente si unificano».
Ma autocoscienza critica significa creazione di un gruppo di intellettuali, organici alla classe, perché per distinguersi e rendersi indipendenti occorre organizzarsi, e non esiste organizzazione senza intellettuali, «uno strato di persone specializzate nell'elaborazione concettuale e filosofica».

## Il partito politico
Già Machiavelli indicava nei moderni Stati unitari europei l'esperienza che l'Italia avrebbe dovuto far propria per superare la drammatica crisi emersa nelle guerre che devastarono la penisola dalla fine del Quattrocento. Il Principe di Machiavelli «non esisteva nella realtà storica, non si presentava al popolo italiano con caratteri di immediatezza obiettiva, ma era una pura astrazione dottrinaria, il simbolo del capo, del condottiero ideale; ma gli elementi passionali, mitici [...] si riassumono e diventano vivi nella conclusione, nell'invocazione di un principe realmente esistente».

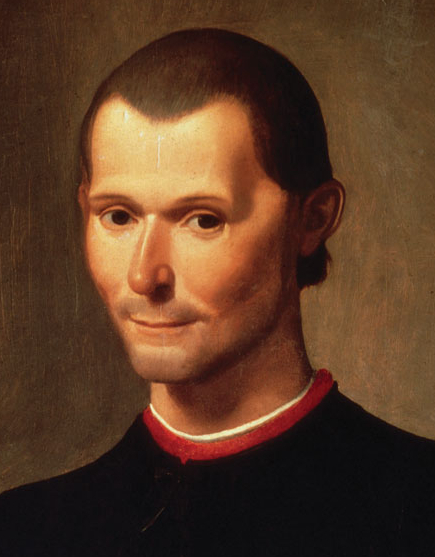
Niccolò Machiavelli

In Italia non si ebbe una monarchia assoluta che unificasse la nazione perché dalla dissoluzione della borghesia comunale si creò una situazione interna economico-corporativa, politicamente «la peggiore delle forme di società feudale, la forma meno progressiva e più stagnante: mancò sempre, e non poteva costituirsi, una forza giacobina efficiente, la forza appunto che nelle altre nazioni ha suscitato e organizzato la volontà collettiva nazional-popolare e ha fondato gli Stati moderni».
A questa forza progressiva si oppose in Italia la «borghesia rurale, eredità di parassitismo lasciata ai tempi moderni dallo sfacelo, come classe, della borghesia comunale». Forze progressive sono i gruppi sociali urbani con un determinato livello di cultura politica, ma non sarà possibile la formazione di una volontà collettiva nazionale-popolare, «se le grandi masse dei contadini lavoratori non irrompono simultaneamente nella vita politica. Ciò intendeva il Machiavelli attraverso la riforma della milizia, ciò fecero i giacobini nella Rivoluzione francese; in questa comprensione è da identificare un giacobinismo precoce del Machiavelli, il germe, più o meno fecondo, della sua concezione della rivoluzione nazionale».
Modernamente, il Principe invocato dal Machiavelli non può essere un individuo reale, concreto, ma un organismo e «questo organismo è già dato dallo sviluppo storico ed è il partito politico: la prima cellula in cui si riassumono dei germi di volontà collettiva che tendono a divenire universali e totali»; il partito è l'organizzatore di una riforma intellettuale e morale, che concretamente si manifesta con un programma di riforma economica, divenendo così «la base di un laicismo moderno e di una completa laicizzazione di tutta la vita e di tutti i rapporti di costume».
Perché un partito esista, e diventi storicamente necessario, devono confluire in esso tre elementi fondamentali:
1. «Un elemento diffuso, di uomini comuni, medi, la cui partecipazione è offerta dalla disciplina e dalla fedeltà, non dallo spirito creativo ed altamente organizzativo [...] essi sono una forza in quanto c'è chi li centralizza, organizza, disciplina, ma in assenza di questa forza coesiva si sparpaglierebbero e si annullerebbero in un pulviscolo impotente»
2. «L'elemento coesivo principale [...] dotato di forza altamente coesiva, centralizzatrice e disciplinatrice e anche, anzi forse per questo, inventiva [...] da solo questo elemento non formerebbe un partito, tuttavia lo formerebbe più che il primo elemento considerato. Si parla di capitani senza esercito, ma in realtà è più facile formare un esercito che formare dei capitani»
3. «Un elemento medio, che articoli il primo col secondo elemento, che li metta a contatto, non solo fisico, ma morale e intellettuale».[13]

Gramsci negli scritti compresi fra il 1919 e il 1926 ribadì i principi espressi dalla Terza Internazionale, insistendo sulla "disciplina ferrea" del partito e contestando qualsiasi forma di "frazionismo". Socialisti e sindacalisti venivano pesantemente criticati e messi sullo stesso piano del regime fascista.

## Gli intellettuali
Per Gramsci, tutti gli uomini sono intellettuali, dal momento che «non c'è attività umana da cui si possa escludere ogni intervento intellettuale, non si può separare l'homo faber dall'homo sapiens», in quanto, indipendentemente dalla sua professione specifica, ognuno è a suo modo «un filosofo, un artista, un uomo di gusto, partecipa di una concezione del mondo, ha una consapevole linea di condotta morale», ma non tutti gli uomini hanno nella società la funzione di intellettuali.
Storicamente si formano particolari categorie di intellettuali, «specialmente in connessione coi gruppi sociali più importanti e subiscono elaborazioni più estese e complesse in connessione col gruppo sociale dominante». Un gruppo sociale che tende all'egemonia lotta «per l'assimilazione e la conquista ideologica degli intellettuali tradizionali [...] tanto più rapida ed efficace quanto più il gruppo dato elabora simultaneamente i propri intellettuali organici».
L'intellettuale tradizionale è il letterato, il filosofo, l'artista e perciò, nota Gramsci, «i giornalisti, che ritengono di essere letterati, filosofi, artisti, ritengono anche di essere i veri intellettuali», mentre modernamente è la formazione tecnica a formare la base del nuovo tipo di intellettuale, un costruttore, organizzatore, persuasore - ma non assolutamente il vecchio oratore, formatosi sullo studio dell'eloquenza «motrice esteriore e momentanea degli affetti e delle passioni» - il quale deve giungere «dalla tecnica-lavoro alla tecnica-scienza e alla concezione umanistica storica, senza la quale si rimane specialista e non si diventa dirigente».
Il gruppo sociale emergente, che lotta per conquistare l'egemonia politica, tende a conquistare alla propria ideologia l'intellettuale tradizionale mentre, nello stesso tempo, forma i propri intellettuali organici. L'organicità degli intellettuali si misura con la maggiore o minore connessione con il gruppo sociale cui essi fanno riferimento: essi operano tanto nella società civile - l'insieme degli organismi privati in cui si dibattono e si diffondono le ideologie necessarie all'acquisizione del consenso, apparentemente dato spontaneamente dalle grandi masse della popolazione alle scelte del gruppo sociale dominante - quanto nella società politica, dove si esercita il «dominio diretto o di comando che si esprime nello Stato e nel governo giuridico». Gli intellettuali sono così «i commessi del gruppo dominante per l'esercizio delle funzioni subalterne dell'egemonia sociale e del governo politico, cioè: 1) del consenso spontaneo dato dalle grandi masse della popolazione all'indirizzo impresso alla vita sociale dal gruppo fondamentale dominante [...] 2) dell'apparato di coercizione statale che assicura legalmente la disciplina di quei gruppi che non consentono».
Per Gramsci, nella storia d'Italia gli intellettuali sono sempre stati "tradizionali" e cosmopoliti, per una tradizione risale all'età di Cesare, e prosegue nei secoli dell'Umanesimo e, in seguito, del Risorgimento. Gli intellettuali organici, invece, hanno sempre difettato.
Come lo Stato, nella società politica, tende a unificare gli intellettuali tradizionali con quelli organici, così nella società civile il partito politico, ancor più compiutamente e organicamente dello Stato, elabora «i propri componenti, elementi di un gruppo sociale nato e sviluppatosi come economico, fino a farli diventare intellettuali politici qualificati, dirigenti, organizzatori di tutte le attività e le funzioni inerenti all'organico sviluppo di una società integrale, civile e politica». Il compito della “riforma intellettuale e morale” non potrà che essere ancora degli intellettuali organici, non cristallizzati, che la determineranno e organizzeranno, adeguando la cultura anche alle sue funzioni pratiche, addivenendo a una nuova organizzazione della cultura. Il partito comunista si pone, per Gramsci, come sintesi attiva di questo processo: intellettuale collettivo di avanguardia, la direzione politica di classe lotterà per l'egemonia. Il partito comunista, per Gramsci, è intellettuale collettivo; e l'intellettuale comunista è organico alla classe e dunque a questo collettivo perché fa parte del blocco storico-sociale che deve costruire il nuovo mondo.

## La letteratura nazionale-popolare
Pur essendo sempre stati legati alle classi dominanti, ottenendone spesso onori e prestigio, gli intellettuali italiani non si sono mai sentiti organici, hanno sempre rifiutato, in nome di un loro astratto cosmopolitismo, ogni legame con il popolo, del quale non hanno mai voluto riconoscere le esigenze né interpretare i bisogni culturali.
In molte lingue - in russo, in tedesco, in francese - il significato dei termini «nazionale» e «popolare» coincidono: «in Italia, il termine nazionale ha un significato molto ristretto ideologicamente e in ogni caso non coincide con popolare, perché in Italia gli intellettuali sono lontani dal popolo, cioè dalla nazione e sono invece legati a una tradizione di casta, che non è mai stata rotta da un forte movimento popolare o nazionale dal basso: la tradizione è libresca e astratta e l'intellettuale tipico moderno si sente più legato ad Annibal Caro o a Ippolito Pindemonte che a un contadino pugliese o siciliano».
Dall'Ottocento, in Europa, si è assistito a un fiorire della letteratura popolare, dai romanzi di appendice del Sue o di Ponson du Terrail, ad Alexandre Dumas, ai racconti polizieschi inglesi e americani; con maggior dignità artistica, alle opere del Chesterton e di Dickens, a quelle di Victor Hugo, di Émile Zola e di Honoré de Balzac, fino ai capolavori di Fëdor Michajlovič Dostoevskij e di Lev Tolstoj. Nulla di tutto questo in Italia: qui la letteratura non si è diffusa e non è stata popolare, per la mancanza di un blocco nazionale intellettuale e morale tanto che l'elemento intellettuale italiano è avvertito come più straniero degli stranieri stessi. Fa eccezione, per Gramsci, il melodramma, che ha tenuto in qualche modo in Italia il ruolo nazionale-popolare sostenuto altrove dalla letteratura.

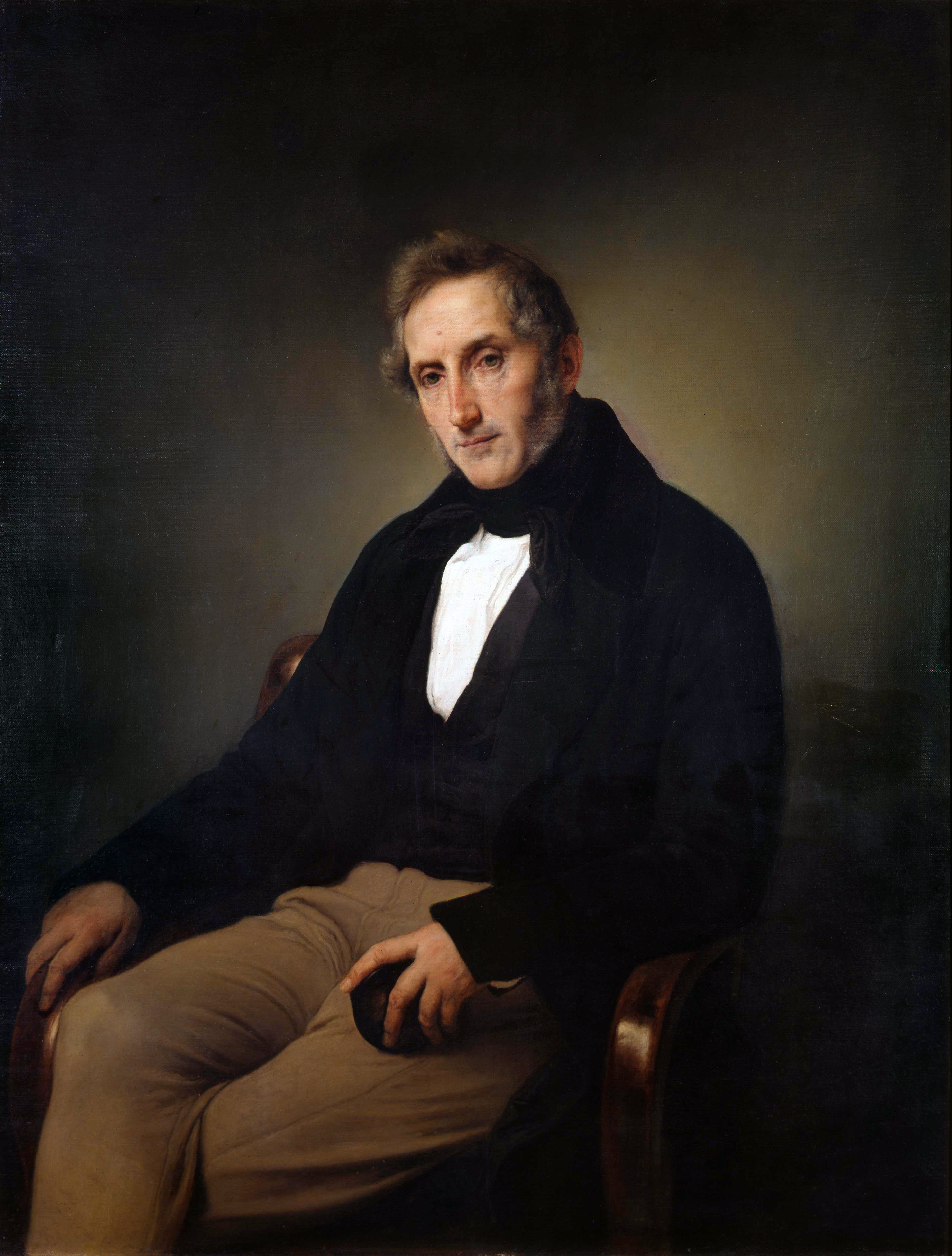
Alessandro Manzoni ritratto da Francesco Hayez

Il pubblico italiano cerca la sua letteratura all'estero perché la sente più sua di quella nazionale: è questa la dimostrazione del distacco, in Italia, fra pubblico e scrittori: «Ogni popolo ha la sua letteratura, ma essa può venirgli da un altro popolo [...] può essere subordinato all'egemonia intellettuale e morale di altri popoli. È questo spesso il paradosso più stridente per molte tendenze monopolistiche di carattere nazionalistico e repressivo: che mentre si costruiscono piani grandiosi di egemonia, non ci si accorge di essere oggetto di egemonie straniere; così come, mentre si fanno piani imperialistici, in realtà si è oggetto di altri imperialismi». Hanno fallito nel compito di elaborare la coscienza morale del popolo, non diffondendo in esso un moderno umanesimo, tanto gli intellettuali laici quanto i cattolici: la loro insufficienza è «uno degli indizi più espressivi dell'intima rottura che esiste tra la religione e il popolo: questo si trova in uno stato miserrimo di indifferentismo e di assenza di una vivace vita spirituale; la religione è rimasta allo stato di superstizione [...] l'Italia popolare è ancora nelle condizioni create immediatamente dalla Controriforma: la religione, tutt'al più, si è combinata col folclore pagano ed è rimasta in questo stadio».
Sono rimaste famose le note di Gramsci sul Manzoni: lo scrittore più autorevole, più studiato nelle scuole e probabilmente il più popolare, è una dimostrazione del carattere non nazionale-popolare della letteratura italiana; ecco le parole dai Quaderni del carcere, confrontandolo con Tolstoj: «Il carattere aristocratico del cattolicismo manzoniano appare dal compatimento scherzoso verso le figure di uomini del popolo (ciò che non appare in Tolstoj), come fra Galdino (in confronto di frate Cristoforo), il sarto, Renzo, Agnese, Perpetua, la stessa Lucia [...] i popolani, per il Manzoni, non hanno vita interiore, non hanno personalità morale profonda; essi sono animali e il Manzoni è benevolo verso di loro proprio della benevolenza di una cattolica società di protezione di animali [...] niente dello spirito popolare di Tolstoi, cioè dello spirito evangelico del cristianesimo primitivo. L'atteggiamento del Manzoni verso i suoi popolani è l'atteggiamento della Chiesa Cattolica verso il popolo: di condiscendente benevolenza, non di immediatezza umana [...] vede con occhio severo tutto il popolo, mentre vede con occhio severo i più di coloro che non sono popolo; egli trova magnanimità, alti pensieri, grandi sentimenti, solo in alcuni della classe alta, in nessuno del popolo [...] non c'è popolano che non venga preso in giro e canzonato [...] Vita interiore hanno solo i signori: fra Cristoforo, il Borromeo, l'Innominato, lo stesso don Rodrigo [...] il suo atteggiamento verso il popolo non è popolare-nazionale ma aristocratico».
Una classe che muova alla conquista dell'egemonia non può non creare una nuova cultura, che è essa stessa espressione di una nuova vita morale, un nuovo modo di vedere e rappresentare la realtà; naturalmente, non si possono creare artificialmente artisti che interpretino questo nuovo mondo culturale, ma «un nuovo gruppo sociale che entra nella vita storica con atteggiamento egemonico, con una sicurezza di sé che prima non aveva, non può non suscitare dal suo seno personalità che prima non avrebbero trovato una forza sufficiente per esprimersi compiutamente». Intanto, nella creazione di una nuova cultura, è parte la critica della civiltà letteraria presente, e Gramsci vede nella critica svolta da Francesco De Sanctis un esempio privilegiato:

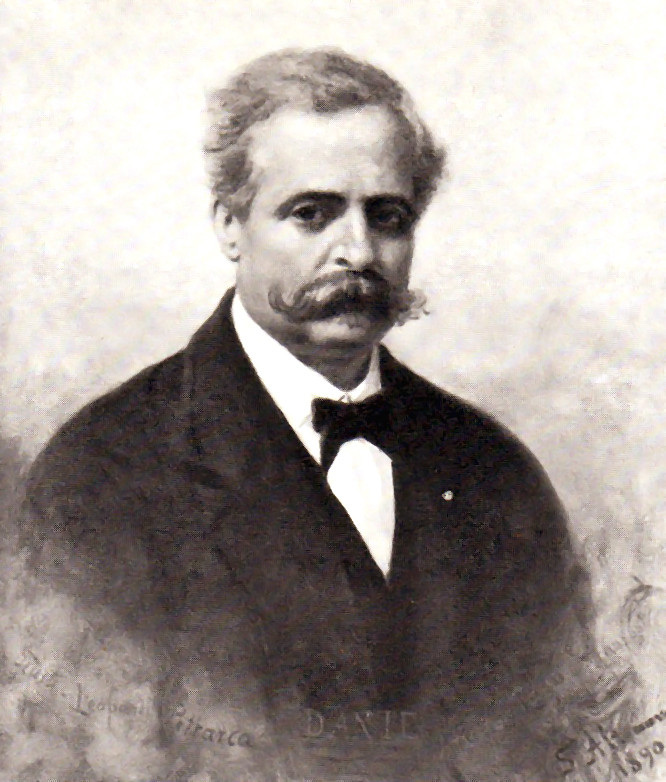
Francesco De Sanctis ritratto da Saverio Altamura

«La critica del De Sanctis è militante, non frigidamente estetica, è la critica di un periodo di lotte culturali, di contrasti tra concezioni della vita antagonistiche. Le analisi del contenuto, la critica della struttura delle opere, cioè della coerenza logica e storica-attuale delle masse di sentimenti rappresentati artisticamente, sono legate a questa lotta culturale: proprio in ciò pare consista la profonda umanità e l'umanesimo del De Sanctis [...] Piace sentire in lui il fervore appassionato dell'uomo di parte che ha saldi convincimenti morali e politici e non li nasconde». Il De Sanctis opera nel periodo risorgimentale, in cui si lotta per creare una nuova cultura: di qui la differenza con il Croce, che vive sì gli stessi motivi culturali, ma nel periodo della loro affermazione, per cui «la passione e il fervore romantico si sono composti nella serenità superiore e nell'indulgenza piena di bonomia». Quando poi quei valori culturali, così affermatisi, sono messi in discussione, allora in Croce «subentra una fase in cui la serenità e l'indulgenza s'incrinano e affiora l'acrimonia e la collera a stento repressa: fase difensiva non aggressiva e fervida, e pertanto non confrontabile con quella del De Sanctis».
Per Gramsci, una critica letteraria marxistica può avere nel critico campano un esempio, dal momento che essa deve fondere, come De Sanctis fece, la critica estetica con la lotta per una cultura nuova, criticando il costume, i sentimenti e le ideologie espresse nella storia della letteratura, individuandone le radici nella società in cui quegli scrittori si trovavano a operare.
Non a caso, Gramsci progettava nei suoi Quaderni un saggio che intendeva intitolare «I nipotini di padre Bresciani», dal nome del gesuita Antonio Bresciani (1798-1862), tra i fondatori e direttore della rivista La Civiltà Cattolica e scrittore di romanzi popolari d'impronta reazionaria; uno di essi, L'ebreo di Verona, fu stroncato in un famoso saggio del De Sanctis. I nipotini di padre Bresciani sono, per Gramsci, gli intellettuali e i letterati contemporanei portatori di un'ideologia reazionaria, sia essa cattolica o laica, con un «carattere tendenzioso e propagandistico apertamente confessato».
Fra i «nipotini» Gramsci individua, oltre a molti scrittori ormai dimenticati, Antonio Beltramelli, Ugo Ojetti - «la codardia intellettuale dell'uomo supera ogni misura normale» - Alfredo Panzini, Goffredo Bellonci, Massimo Bontempelli, Umberto Fracchia, Adelchi Baratono - «l'agnosticismo del Baratono non è altro che vigliaccheria morale e civile [...] Baratono teorizza solo la propria impotenza estetica e filosofica e la propria coniglieria» - Riccardo Bacchelli - «nel Bacchelli c'è molto brescianesimo, non solo politico-sociale, ma anche letterario: la Ronda fu una manifestazione di gesuitismo artistico» - Salvator Gotta, «di Salvator Gotta si può dire ciò che il Carducci scrisse del Rapisardi: Oremus sull'altare e flatulenze in sagrestia; tutta la sua produzione letteraria è brescianesca», Giuseppe Ungaretti.
Secondo Gramsci «la vecchia generazione degli intellettuali è fallita (Papini, Prezzolini, Soffici, ecc.) ma ha avuto una giovinezza. La generazione attuale non ha neanche questa età delle brillanti promesse, Titta Rosa, Angioletti, Malaparte, ecc.). Asini brutti anche da piccoletti».

## La critica a Benedetto Croce
Benedetto Croce, il più autorevole intellettuale dell'epoca, secondo Gramsci aveva dato alla borghesia italiana gli strumenti culturali più raffinati per delimitare i confini fra gli intellettuali e la cultura italiana, da una parte, e il movimento operaio e socialista dall'altra; è allora necessario mostrare e combattere la sua funzione di maggior rappresentante dell'egemonia culturale che il blocco sociale dominante esercita nei confronti del movimento operaio italiano. Come tale, il Croce combatte il marxismo, cercando di negarne validità nell'elemento che egli individua come decisivo: quello dell'economia; Il Capitale di Marx sarebbe per lui un'opera di morale e non di scienza, un tentativo di dimostrare che la società capitalistica è immorale, diversamente dalla comunista, in cui si realizzerebbe la piena moralità umana e sociale. La non scientificità dell'opera maggiore di Marx sarebbe dimostrata dal concetto del plusvalore: per Croce, solo da un punto di vista morale si può parlare di plusvalore, rispetto al valore, legittimo concetto economico.

Benedetto Croce

Questa critica del Croce è in realtà un semplice sofisma: il plusvalore è esso stesso valore, è la differenza tra il valore delle merci prodotte dal lavoratore e il valore della forza lavoro del lavoratore stesso. Del resto, la teoria del valore di Marx deriva direttamente da quella dell'economista liberale inglese David Ricardo la cui teoria del valore-lavoro «non sollevò nessuno scandalo quando fu espressa, perché allora non rappresentava nessun pericolo, appariva solo, come era, una constatazione puramente oggettiva e scientifica. Il valore polemico e di educazione morale e politica, pur senza perdere la sua oggettività, doveva acquistarla solo con la Economia critica [Il Capitale di Marx]».
La filosofia crociana si qualifica come storicismo, ossia, seguendo il Vico, la realtà è storia e tutto ciò che esiste è necessariamente storico ma, conformemente alla natura idealistica della sua filosofia, la storia è storia dello Spirito, dunque storia speculativa, di astrazioni - storia della libertà, della cultura, del progresso - non è la storia concreta delle nazioni e delle classi: «La storia speculativa può essere considerata come un ritorno, in forme letterarie rese più scaltre e meno ingenue dallo sviluppo della capacità critica, a modi di storia già caduti in discredito come vuoti e retorici e registrati in diversi libri dello stesso Croce. La storia etico-politica, in quanto prescinde dal concetto di blocco storico, in cui contenuto economico-sociale e forma etico-politica si identificano concretamente nella ricostruzione dei vari periodi storici, è niente altro che una presentazione polemica di filosofemi più o meno interessanti, ma non è storia [...] la storia del Croce rappresenta figure disossate, senza scheletro, dalle carni flaccide e cascanti anche sotto il belletto delle veneri letterarie dello scrittore».
L'operazione conservatrice del Croce storico fa il paio con quella del Croce filosofo: se la dialettica dell'idealista Hegel era una dialettica dei contrari - uno svolgimento della storia che procede per contraddizioni - la dialettica crociana è una dialettica dei distinti: commutare la contraddizione in distinzione significa operare un'attenuazione, se non un annullamento dei contrasti che nella storia, e dunque nelle società, si presentano. Tale operazione si manifesta nelle opere storiche del Croce: la sua Storia d'Europa, iniziando dal 1815 e tagliando fuori il periodo della Rivoluzione francese e quello napoleonico, «non è altro che un frammento di storia, l'aspetto passivo della grande rivoluzione che si iniziò in Francia nel 1789, traboccò nel resto d'Europa con le armate repubblicane e napoleoniche, dando una potente spallata ai vecchi regimi e determinandone non il crollo immediato come in Francia, ma la corrosione riformistica che durò fino al 1870». Analoga è l'operazione operata dal Croce nella sua Storia d'Italia dal 1871 al 1915 la quale affronta unicamente il periodo del consolidamento del regime dell'Italia unita e si «prescinde dal momento della lotta, dal momento in cui si elaborano e radunano e schierano le forze in contrasto [...] in cui un sistema etico-politico si dissolve e un altro si elabora [...] in cui un sistema di rapporti sociali si sconnette e decade e un altro sistema sorge e si afferma, e invece [Croce] assume placidamente come storia il momento dell'espansione culturale o etico-politico».

## Il materialismo storico

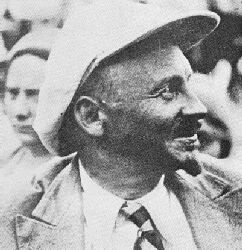
Nikolaj Bucharin

Gramsci, fin dagli anni universitari, fu un deciso oppositore di quella concezione fatalistica e positivistica del marxismo, presente nel vecchio partito socialista, per la quale il capitalismo necessariamente era destinato a crollare da sé, facendo posto a una società socialista. Questa concezione mascherava l'impotenza politica del partito della classe subalterna, incapace di prendere l'iniziativa per la conquista dell'egemonia.
Anche il manuale del bolscevico russo Nikolaj Bucharin, edito nel 1921, La teoria del materialismo storico manuale popolare di sociologia, si colloca nel filone positivistico: «la sociologia è stata un tentativo di creare un metodo della scienza storico-politica, in dipendenza di un sistema filosofico già elaborato, il positivismo evoluzionistico [...] è diventata la filosofia dei non filosofi, un tentativo di descrivere e classificare schematicamente i fatti storici, secondo criteri costruiti sul modello delle scienze naturali. La sociologia è dunque un tentativo di ricavare sperimentalmente le leggi di evoluzione della società umana in modo da prevedere l'avvenire con la stessa certezza con cui si prevede che da una ghianda si svilupperà una quercia. L'evoluzionismo volgare è alla base della sociologia che non può conoscere il principio dialettico col passaggio dalla quantità alla qualità, passaggio che turba ogni evoluzione e ogni legge di uniformità intesa in senso volgarmente evoluzionistico».
La comprensione della realtà come sviluppo della storia umana è solo possibile utilizzando la dialettica marxiana - della quale non vi è traccia nel Manuale del Bucharin - perché essa coglie tanto il senso delle vicende umane quanto la loro provvisorietà, la loro storicità determinata dalla prassi, dall'azione politica che trasforma le società.
Le società non si trasformano da sé: già Marx aveva rilevato come nessuna società si ponga compiti per la cui soluzione non esistano già le condizioni almeno in via di apparizione né essa si dissolve, se prima non ha svolto tutte le forme di vita che le sono implicite. Il rivoluzionario si pone il problema di individuare esattamente i rapporti tra struttura e sovrastruttura per giungere a una corretta analisi delle forze che operano nella storia di un determinato periodo. L'azione politica rivoluzionaria, la prassi, per Gramsci è anche catarsi che segna «il passaggio dal momento meramente economico (o egoistico-passionale) al momento etico-politico cioè l'elaborazione superiore della struttura in superstruttura nella coscienza degli uomini. Ciò significa anche il passaggio dall'oggettivo al soggettivo e dalla necessità alla libertà. La struttura, da forza esteriore che schiaccia l'uomo, lo assimila a sé, lo rende passivo, si trasforma in mezzo di libertà, in strumento per creare una nuova forma etico-politica, in origine di nuove iniziative. La fissazione del momento catartico diventa così, mi pare, il punto di partenza di tutta la filosofia della prassi; il processo catartico coincide con la catena di sintesi che sono risultate dallo svolgimento dialettico».

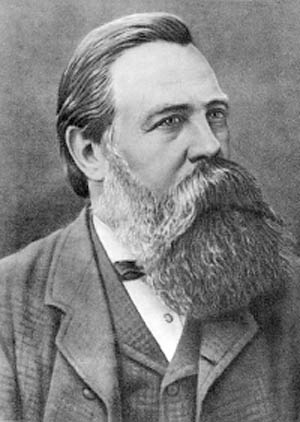
Friedrich Engels

La dialettica è dunque strumento di indagine storica, che supera la visione naturalistica e meccanicistica della realtà, è unione di teoria e prassi, di conoscenza e azione. La dialettica è «dottrina della conoscenza e sostanza midollare della storiografia e della scienza della politica» e può essere compresa solo concependo il marxismo «come una filosofia integrale e originale che inizia una nuova fase nella storia e nello sviluppo mondiale in quanto supera (e superando ne include in sé gli elementi vitali) sia l'idealismo che il materialismo tradizionali espressione delle vecchie società. Se la filosofia della prassi [il marxismo] non è pensata che subordinatamente a un'altra filosofia, non si può concepire la nuova dialettica, nella quale appunto quel superamento si effettua e si esprime».
Il vecchio materialismo è metafisica; per il senso comune la realtà oggettiva, esistente indipendentemente dall'uomo, è un ovvio assioma, confortato dall'affermazione della religione per la quale il mondo, creato da Dio, si trova già dato di fronte a noi. Ma per Gramsci va rifiutata «la concezione della realtà oggettiva del mondo esterno nella sua forma più triviale e acritica» dal momento che «a questa può essere mossa l'obbiezione di misticismo». Se noi conosciamo la realtà in quanto uomini, ed essendo noi stessi un divenire storico, anche la conoscenza e la realtà stessa sono un divenire.
Come potrebbe esistere un'oggettività extrastorica ed extraumana e chi giudicherà di tale oggettività? «La formulazione di Engels che l'unità del mondo consiste nella sua materialità dimostrata dal lungo e laborioso sviluppo della filosofia e delle scienze naturali contiene appunto il germe della concezione giusta, perché si ricorre alla storia e all'uomo per dimostrare la realtà oggettiva. Oggettivo significa sempre umanamente oggettivo, ciò che può corrispondere esattamente a storicamente soggettivo [...] . L'uomo conosce oggettivamente in quanto la conoscenza è reale per tutto il genere umano storicamente unificato in un sistema culturale unitario; ma questo processo di unificazione storica avviene con la sparizione delle contraddizioni interne che dilaniano la società umana, contraddizioni che sono la condizione della formazione dei gruppi e della nascita delle ideologie [...]. C'è dunque una lotta per l'oggettività (per liberarsi dalle ideologie parziali e fallaci) e questa lotta è la stessa lotta per l'unificazione culturale del genere umano. Ciò che gli idealisti chiamano spirito non è un punto di partenza ma di arrivo, l'insieme delle soprastrutture in divenire verso l'unificazione concreta e oggettivamente universale e non già un presupposto unitario».

## Riflessioni sulla lingua
La formazione linguistica di Antonio Gramsci inizia durante gli anni universitari a Torino con la frequentazione delle lezioni di linguistica generale del prof. Matteo Bartoli. Dal Bartoli Gramsci apprende che la lingua è un "prodotto sociale" e che non può essere studiata senza tenere conto della storia generale: ciò vuol dire che non è possibile comprendere i mutamenti di una data lingua senza riflettere sui mutamenti sociali, culturali e politici del popolo che la parla.
È stato notato che Gramsci fece aderire le teorie apprese dal Bartoli alle letture filosofiche che lo formarono politicamente; in primo luogo all'Ideologia Tedesca di Karl Marx, dove il filosofo affermava che la lingua, come la coscienza, appartiene alla sfera degli istituti sovrastrutturali, cioè al mondo dell'organizzazione politica e giuridica della società.
Le più interessanti riflessioni linguistiche gramsciane sono contenute nei Quaderni del carcere e riguardano da una parte la questione della lingua in Italia, ovvero lo studio delle ragioni che hanno reso difficile la diffusione di una lingua nazionale italiana, dall'altra il tema dell'insegnamento linguistico nelle scuole primarie. Soprattutto il secondo tema è di fondamentale importanza per Gramsci, perché riguarda direttamente il riscatto culturale delle grandi masse popolari e la creazione di uno spirito nazionale in grado di superare ogni forma di particolarismo regionale.

### L'indagine storica
I Quaderni del carcere sono costellati in maniera asistematica di molte note dedicate a problemi di caratteri linguistico; queste note tracciano una vera e propria storia della lingua italiana e racchiudono le riflessioni di Gramsci in merito alla cosiddetta questione della lingua in Italia. Questo tipo di argomento si riallaccia a un altro importante tema dei Quaderni ovvero lo studio delle responsabilità degli intellettuali italiani per la formazione di uno spirito nazionale unitario. A tal proposito Gramsci scrive: «mi pare che, intesa la lingua come elemento della cultura e quindi della storia generale e come manifestazione precipua della nazionalità e popolarità degli intellettuali, questo studio non sia ozioso e puramente erudito».
Nell'affrontare una ricostruzione storica delle vicende linguistiche italiane Gramsci cerca dei termini di confronto con altri paesi europei come la Francia: mentre in Francia il volgare viene usato per la prima volta nella storia per redigere un documento ufficiale di carattere politico-istituzionale, in Italia il volgare appare per la registrazione di documenti privati legati al commercio o a questioni giuridiche:
(A. Gramsci, Quaderni del carcere, a cura di V. Gerratana, Torino, Einaudi, 1975, p. 646.)
In Francia i gruppi dirigenti si rendono conto dell'importanza del popolo negli affari di Stato: la demagogia di cui parla Gramsci è da intendere, oltre che come strumento di propaganda, anche come un nuovo atteggiamento politico in grado di crearsi «una propria civiltà statale integrale», in cui si stabilisce un rapporto diretto tra governati e governanti: il popolo diventa testimone di un fatto storico legittimato dal suo giuramento.
Gramsci ricorda nei suoi appunti come in Italia l'uso del volgare si diffonda con l'avvento dell'età comunale, non solo per la redazione di documenti privati, tipo atti notarili o giuramenti, ma anche per la creazione di opere letterarie: in particolare, il volgare toscano, lingua della borghesia, ottiene un certo successo anche nelle altre regioni. Gramsci scrive: «fino al Cinquecento Firenze esercita una egemonia culturale, connessa alla sua egemonia commerciale e finanziaria (papa Bonifazio VIII diceva che i fiorentini erano il quinto elemento del mondo) e c'è uno sviluppo linguistico unitario dal basso, dal popolo alle persone colte, rinforzato dai grandi scrittori fiorentini e toscani. Dopo la decadenza di Firenze, l'italiano diventa sempre più la lingua di una casta chiusa, senza contatto vivo con una parlata storica».
Da questo momento si verifica una cristallizzazione della lingua. I promotori del nuovo volgare, provenienti dalla borghesia, non scrivono più nella lingua della loro classe d'origine perché con essa non intrattengono più nessun rapporto, nella visione di Gramsci essi «vengono assorbiti dalle classi reazionarie, dalle corti, non sono letterati borghesi, ma aulici». In questo senso, Gramsci vede sciupata l'occasione di una diffusione graduale del volgare toscano su scala nazionale, occasione compromessa soprattutto dalla frammentazione politica della penisola e dal carattere elitario dei ceti intellettuali italiani.
Gramsci affronta con maggior vigore la questione della lingua italiana in relazione al periodo post-unitario; nella seconda metà dell'Ottocento il nuovo Stato Italiano era per gran parte dialettofono, mentre l'italiano veniva usato solo a livello letterario e come lingua delle istituzioni. La scarsa diffusione di una lingua nazionale testimoniava la frammentazione politica e culturale del popolo italiano; questo fenomeno veniva avvertito come un problema politico, soprattutto da molti intellettuali di tendenze democratiche come Alessandro Manzoni.
Nella sua ricostruzione storica Gramsci scrive che «anche la questione della lingua posta dal Manzoni riflette questo problema, il problema della unità intellettuale e morale della nazione e dello Stato, ricercato nell'unità della lingua»; eppure, sebbene Gramsci riconosca al Manzoni di aver compreso la questione linguistica italiana come una questione politica e sociale, si distingue dall'autore lombardo nel modo di interpretare la risoluzione del problema.

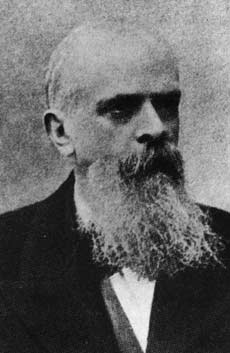
Graziadio Isaia Ascoli

Durante il suo apprendistato glottologico presso il professor Bartoli a Torino Gramsci aveva avuto modo di confrontare le posizioni del Manzoni con quelle di Graziadio Isaia Ascoli, autore del Proemio al primo numero dell'Archivio Glottologico italiano del 1873. Mentre Manzoni prevedeva la diffusione di una lingua nazionale sul modello fiorentino imposta per decreto statale e per mezzo di maestri di scuola di origine toscana, Ascoli concepiva la nascita di una lingua nazionale come il frutto di un'unificazione culturale prima ancora che linguistica.
Secondo Ascoli l'unità culturale e linguistica, prima di tutto, deve avere un centro irradiante, cioè un determinato 'municipio' in cui si concentrano e da cui provengono gli elementi essenziali della vita nazionale: beni di consumo, stimoli culturali, mode, ritrovati della tecnica, istituti statali e giuridici, ecc. Se quel dato municipio riuscirà a stabilire un primato politico, economico e culturale su tutta la nazione, riuscirà anche a diffondere, per conseguenza, il suo particolare idioma. Per Ascoli «una lingua nazionale altro non può e non deve essere, se non l'idioma vivo di una data città; deve cioè per ogni parte coincidere con l'idioma spontaneamente parlato dagli abitatori contemporanei di quel dato municipio, che per questo capo viene a farsi principe, o quasi stromento livellatore, dell'intiera nazione». Ascoli, nel suo Proemio, prende la Francia come esempio per avvalorare la sua tesi; infatti l'unità linguistica francese corrisponde all'egemonia politico-culturale della città di Parigi:
(G. I. Ascoli, Proemio, AGI, n. I, 1873, p. X)
Gramsci ricalca la lezione ascoliana nei suoi Quaderni, dove scrive: «poiché il processo di formazione, di diffusione, e di sviluppo di una lingua nazionale unitaria avviene attraverso tutto un complesso di processi molecolari, è utile avere consapevolezza di tutto il processo nel suo complesso, per essere in grado di intervenire attivamente in esso col massimo di risultato. Questo intervento non bisogna considerarlo come decisivo e immaginare che i fini proposti saranno tutti raggiunti nei loro particolari, che cioè si otterrà una determinata lingua unitaria: si otterrà una lingua unitaria, se essa è una necessità e l'intervento organizzato accelererà i tempi del processo già esistente; quale sia per essere questa lingua non si può prevedere e stabilire [...] ]».

### L'insegnamento linguistico
Gramsci, nel Quaderno 29 alla nota Focolai di irradiazione linguistiche nella tradizione e di un conformismo nazionale linguistico nelle grandi masse compila un elenco di tutti gli strumenti utili alla diffusione di una lingua unitaria: «1) La scuola; 2) i giornali; 3) gli scrittori d'arte e quelli popolari; 4) il teatro e il cinematografo sonoro; 5) la radio; 6) le riunioni pubbliche di ogni genere, comprese quelle religiose; 7) i rapporti di conversazione tra i vari strati della popolazione più colti e meno colti [...] ; 8) i dialetti locali, intesi in sensi diversi (dai dialetti più localizzati a quelli che abbracciano complessi regionali più o meno vasti: così il napoletano per l'Italia meridionale, il palermitano o il catanese per la Sicilia ecc.)».
Al primo posto di questo elenco troviamo la scuola; per tradizione, a scuola, gli insegnanti introducono gli alunni allo studio di una lingua attraverso la grammatica normativa. Gramsci definisce la grammatica normativa come una «fase esemplare, come la sola degna di diventare, organicamente e totalitarmente, la lingua comune di una nazione, in lotta e in concorrenza con le altre fasi e tipi o schemi che esistono già [...] ]».
Le riflessioni gramsciane in materia di grammatica si pongono in netto contrasto con la riforma della scuola realizzata da Giovanni Gentile nel 1923. La riforma, in linea con l'impianto filosofico idealista gentiliano, prevedeva che l'apprendimento della lingua nazionale nelle classi elementari si basasse sull'espressione viva o parlata e non sulla grammatica, considerata questa come una disciplina astratta e meccanica. Nell'ottica gramsciana questo metodo apparentemente liberale racchiude uno spiccato carattere classista, in quanto gli scolari appartenenti alle classi sociali più alte sono avvantaggiati dal fatto che apprendono l'italiano in famiglia, mentre gli scolari del basso popolo possono contare su una comunicazione familiare realizzata esclusivamente in dialetto. In questo senso lo studio della grammatica si presenta come uno strumento in grado di livellare le differenze sociali degli scolari permettendo a tutti la conoscenza della lingua nazionale.
Secondo Gramsci la conoscenza della lingua nazionale presso le classi subalterne è fondamentale per la loro organizzazione politica. Un proletariato dialettofono non può partecipare alla vita politica di una nazione e non può sperare di crearsi un ceto intellettuale in grado di competere con i ceti intellettuali tradizionali. I dialetti non devono sparire, ma restare funzionali a un tipo di comunicazione familiare che non può garantire, per cause interne al suo sistema, «la comunicazione di contenuti culturali universali, caratteristici della nuova cultura esercitata dal proletariato»

#### Le lingue antiche
Gramsci prestò attenzione anche alle lingue storicamente determinate. Da giovane espresse in più occasioni l'idea che lo studio del latino e del greco fosse particolarmente utile nella formazione scolastica degli individui, in quanto esse potevano abituare gli alunni allo studio rigoroso ed educarli a pensare storicamente. Inoltre, contestò il nazionalismo degli studi e criticò ripetutamente gli intellettuali che, durante la prima guerra mondiale, chiedevano che fossero messe al bando le edizioni dei testi antichi e le grammatiche greche e latine compilate da autori tedeschi.
Anche nei Quaderni del carcere si soffermò sulla questione e ribadì l'utilità intrinseca del latino e del greco, osservando che erano strumenti importanti nella fase della formazione scolastica nella quale è necessario un insegnamento "disinteressato", cioè non legato a questioni pratiche. Gramsci, però, sottolineò anche che in futuro lo studio delle lingue morte avrebbe dovuto essere sostituito da altre materie: era un cambiamento difficile, ma necessario, per promuovere la formazione di un nuovo tipo di intellettuale. Scrisse nel Quaderno 12:
(A. Gramsci, Quaderni del Carcere, a cura di V. Gerratana, Einaudi, Torino 1975, p. 1546)